# Associazione Calcio Udinese 1975-1976
Questa voce raccoglie le informazioni riguardanti l'Associazione Calcio Udinese nelle competizioni ufficiali della stagione 1975-1976.

## Stagione
Nella stagione 1975-1976 l'Udinese allenato da Humberto Rosa ha disputato il girone A del campionato di Serie C. Con 43 punti si è piazzata in quinta posizione di classifica appaiata al Treviso.
Prima che si concluda la stagione accadono due fatti rilevanti, il 6 maggio 1976 un tremendo terremoto colpisce il Friuli Venezia Giulia, con la testa che finisce lontano dal calcio. Il secondo è il passaggio di consegne tra presidenti da Pietro Brunello a Teofilo Sanson, avvenuto a giugno, quando l'A.C. Udinese diventa una s.p.a. con capitale sociale in azioni.
Il torneo è stato vinto dal Monza con 58 punti che ha ottenuto la promozione in Serie B, seconda la Cremonese con 46 punti, terze Lecco e Pro Vercelli con 44 punti. Sono retrocesse il Vigevano, il Trento ed il Belluno. Miglior marcatore stagionale dei friulani è stato Giacomo Perego con 13 reti, di cui 7 in campionato e 6 nelle Coppe, molto bene anche Paolino Bozza con 11 centri, di cui 8 in campionato e 3 nelle Coppe.

## Rosa
| N. |                   | Ruolo | Calciatore          |
| -- | ----------------- | ----- | ------------------- |
|    | Italia (bandiera) | P     | Sigfrido Marcatti   |
|    | Italia (bandiera) | P     | Giuliano Tamburrini |
|    | Italia (bandiera) | D     | Giorgio Battoia     |
|    | Italia (bandiera) | D     | Vittorio Belotti    |
|    | Italia (bandiera) | D     | Eliseo Fabbro       |
|    | Italia (bandiera) | D     | Giuliano Groppi     |
|    | Italia (bandiera) | D     | Ido Sgrazzutti      |
|    | Italia (bandiera) | C     | Enrico Burlando     |
|    | Italia (bandiera) | C     | Vanni Castellarin   |

| N. |                   | Ruolo | Calciatore        |
| -- | ----------------- | ----- | ----------------- |
|    | Italia (bandiera) | C     | Dino D'Alessi     |
|    | Italia (bandiera) | C     | Agostino Flaborea |
|    | Italia (bandiera) | C     | Maurizio Gaiardi  |
|    | Italia (bandiera) | C     | Ezio Galasso      |
|    | Italia (bandiera) | A     | Paolino Bozza     |
|    | Italia (bandiera) | A     | Enzo Ferrari      |
|    | Italia (bandiera) | A     | Gerardo Garganigo |
|    | Italia (bandiera) | A     | Elio Gustinetti   |
|    | Italia (bandiera) | A     | Giacomo Perego    |

## Risultati

### Serie C

#### Girone di andata
| Arbitro: | Simini (Torino) |

|  |           |               |
|  | Marcatori | 62’ Garganigo |

| Arbitro: | Pieroni (Fabriano) |

|                        |           |              |
| Ferrari 45’ Perego 81’ | Marcatori | 44’ A. Rossi |

| Arbitro: | Longhi (Roma) |

|                                  |           |            |
| M. Rossi 30’ Aschettino 48’, 85’ | Marcatori | 34’ Perego |

| Arbitro: | Falasca (Chieti) |

|             |           |  |
| Gaiardi 34’ | Marcatori |  |

| Arbitro: | Patrussi (Arezzo) |

|           |           |  |
| Miani 69’ | Marcatori |  |

| Arbitro: | Prato (Lecce) |

|            |           |               |
| Basili 55’ | Marcatori | 50’ Garganigo |

| Arbitro: | Lanzafame (Taranto) |

|             |           |  |
| Ferrari 67’ | Marcatori |  |

| Arbitro: | Morganti (Ascoli Piceno) |

|                     |           |  |
| D'Alessi 26’ (rig.) | Marcatori |  |

| Arbitro: | Bei (Roma) |

|                                    |           |  |
| Osellame 2’ De Bernardi 75’ (rig.) | Marcatori |  |

| Arbitro: | Vitali (Bologna) |

|                          |           |  |
| Groppi 46’ Garganigo 89’ | Marcatori |  |

| Arbitro: | Colasanti (Roma) |

|                   |           |             |
| Scolati 2’ (rig.) | Marcatori | 7’ D'Alessi |

| Arbitro: | Migliore (Salerno) |

|                        |           |               |
| Bozza 4’ Garganigo 87’ | Marcatori | 65’ Brambilla |

| Arbitro: | Paparesta (Bari) |

|              |           |           |
| Giavardi 19’ | Marcatori | 79’ Bozza |

| Arbitro: | Marino (Genova) |

|                                         |           |            |
| Perego 32’ Bozza 49’ Zanella 79’ (aut.) | Marcatori | 81’ Polvar |

| Arbitro: | Lenardon (Siena) |

|  |           |                 |
|  | Marcatori | 40’ Sanseverino |

| Arbitro: | Lapi (Firenze) |

|  |           |          |
|  | Marcatori | 4’ Bozza |

| Arbitro: | Bitocchi (Tivoli) |

|            |           |  |
| Perego 24’ | Marcatori |  |

| Arbitro: | Ballerini (La Spezia) |

|                   |           |              |
| Skoglund 50’, 76’ | Marcatori | 60’ D'Alessi |

| Arbitro: | Pieroni (Fabriano) |

|           |           |  |
| Bozza 89’ | Marcatori |  |

#### Girone di ritorno
| Arbitro: | D'Elia (Salerno) |

|             |           |          |
| Belotti 32’ | Marcatori | 36’ Dedè |

| Arbitro: | Baldari (Roma) |

|  |           |                |
|  | Marcatori | 84’ Gustinetti |

| Arbitro: | Tempio (Catania) |

|                                       |           |  |
| Galasso 50’ Gaiardi 54’ Garganigo 78’ | Marcatori |  |

| Arbitro: | Panzino (Catanzaro) |

|           |           |  |
| Baisi 75’ | Marcatori |  |

| Arbitro: | Materassi (Firenze) |

|            |           |                              |
| Belotti 5’ | Marcatori | 1’ Bortot 15’ (aut.) Belotti |

| Arbitro: | Migliore (Salerno) |

|                 |           |         |
| Perego 32’, 46’ | Marcatori | 21’ Pin |

| Arbitro: | Gazzarri (Macerata) |

|                            |           |  |
| Quadrelli 34’ Iacovone 53’ | Marcatori |  |

| Arbitro: | Tani (Livorno) |

|                         |           |  |
| Maruzzo 36’ Sadocco 66’ | Marcatori |  |

| Arbitro: | Paparesta (Bari) |

|                           |           |                          |
| Galasso 19’ Garganigo 51’ | Marcatori | 43’ Colusso 44’ Osellame |

| Arbitro: | D'Elia (Salerno) |

|          |           |  |
| Mela 66’ | Marcatori |  |

| Arbitro: | Manfredini (Pavia) |

|  |           |                     |
|  | Marcatori | 4’ Rondon 59’ Girol |

| Arbitro: | Marino (Genova) |

|                           |           |  |
| Erba 71’ (rig.) Canzi 85’ | Marcatori |  |

| Arbitro: | Grillenzoni (Finale Emilia) |

|                      |           |  |
| Bozza 16’ Perego 75’ | Marcatori |  |

| Casale Monferrato 1º maggio 1976 33ª giornata | Juniorcasale       | 0 – 0 | Udinese | Stadio Natale Palli\| Arbitro: \| Carvani (Piacenza) \| |
| Arbitro:                                      | Carvani (Piacenza) |       |         |                                                         |

| Arbitro: | Stillacci (Torino) |

|  |           |                                        |
|  | Marcatori | 23’ Galasso 55’ Gaiardi 69’ Gustinetti |

| Arbitro: | Fr. Lazzaroni (Abbiategrasso) |

|                                                                            |           |                    |
| Ferrari 9’ D'Alessi 19’ (rig.) Belotti 49’ (rig.) Gustinetti 66’ Bozza 83’ | Marcatori | 59’, 90’ Andreatta |

| Arbitro: | Cornegliani (Milano) |

|                             |           |  |
| Ballarin 12’ Manservigi 63’ | Marcatori |  |

| Arbitro: | Selicorni (Novara) |

|                            |           |            |
| Bozza 64’ Ferrari 77’, 85’ | Marcatori | 90’ Scaini |

| Alba 6 giugno 1976 38ª giornata | Albese           | 0 – 0 | Udinese | Stadio San Cassiano\| Arbitro: \| Mondoni (Milano) \| |
| Arbitro:                        | Mondoni (Milano) |       |         |                                                       |

### Coppa Italia Semiprofessionisti

#### Fase eliminatoria a gironi
| Arbitro: | Berizzi (Arezzo) |

|             |           |                              |
| Trentin 48’ | Marcatori | 2’ Perego 59’, 79’ Garganigo |

| Arbitro: | Stocco (Mestre) |

|  |           |                         |
|  | Marcatori | 46’ Politti 80’ Fontana |

| Arbitro: | Zuffi (Ravenna) |

|                               |           |  |
| Garganigo 26’ Perego 66’, 69’ | Marcatori |  |

| Arbitro: | Sancini (Bologna) |

|            |           |  |
| Politti 4’ | Marcatori |  |

### Coppa Anglo-Italiana

#### Fase eliminatoria
| Arbitro: | Shaw |

|                                   |           |                |
| Hutchinson Hughes 78’, 81’ (rig.) | Marcatori | 35’, 75’ Bozza |

| Arbitro: | Jenkins |

|                                              |           |  |
| Woodall 1’ (rig.), 42’ A. Dunn 33’ Abbey 60’ | Marcatori |  |

| Arbitro: | Tonolini |

|                                                                      |           |                                |
| Bozza 15’ Perego 47’, 49’, 83’ Belotti 70’ (rig.) Ferrari 60’ (rig.) | Marcatori | 26’ Jones 75’ (rig.) Chadwhich |

| Arbitro: | Mascia |

|                 |           |  |
| Frassinetti 15’ | Marcatori |  |